# Czarna Woda (miasto)
Czarna Woda (niem. Schwarzwasser) – miasto w północnej Polsce, w woj. pomorskim, w powiecie starogardzkim. Położone nad rzeką Wdą, na obszarze Borów Tucholskich, na Kociewiu, na pograniczu borowiacko-kociewskim. Miasto jest (od 2014) siedzibą gminy miejsko-wiejskiej Czarna Woda.
Według danych z 1 stycznia 2018 Czarna Woda liczyła 2 841 mieszkańców.

## Historia

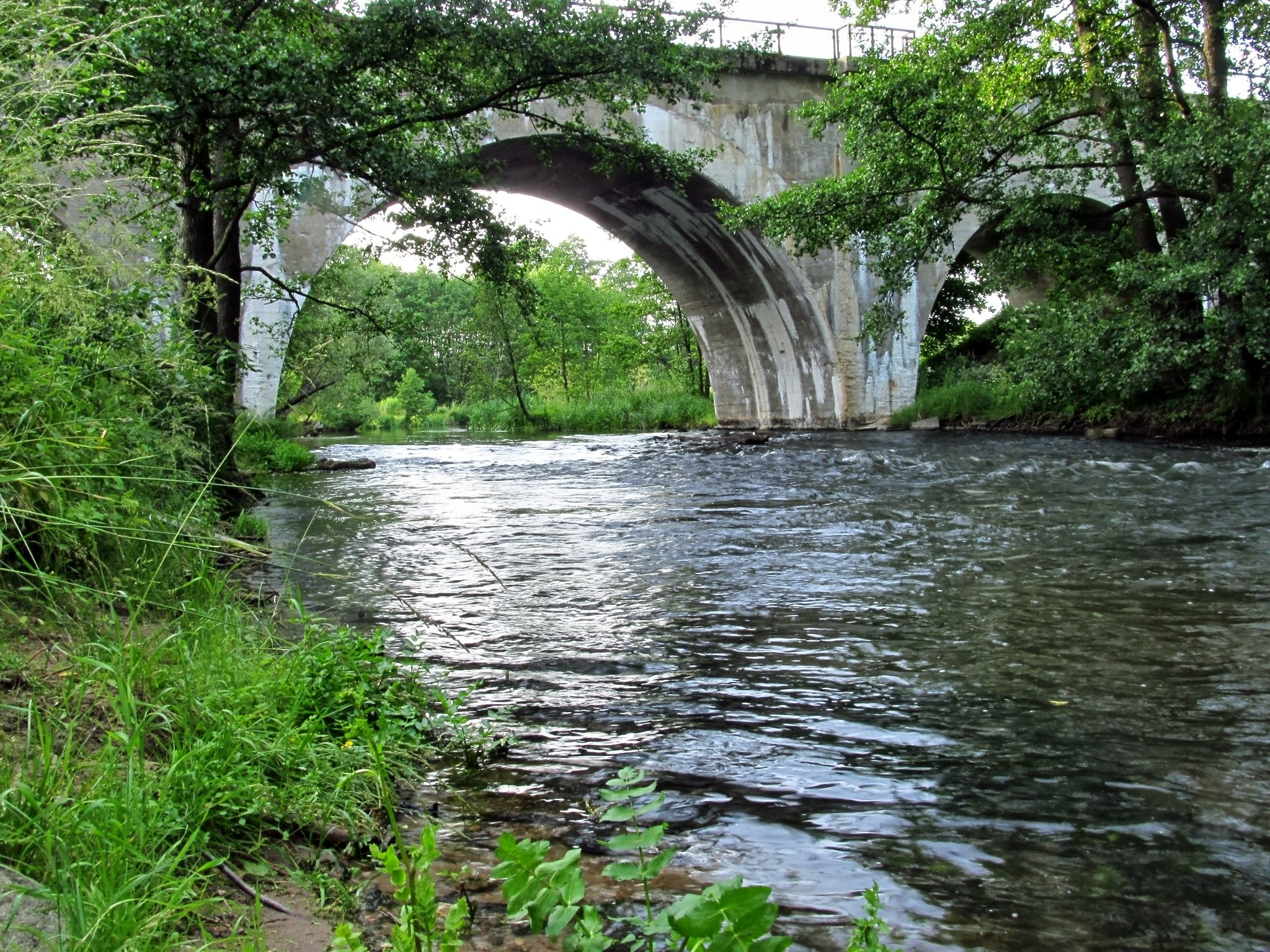
Most nad rzeką Wdą (Linia kolejowa Tczew-Chojnice)

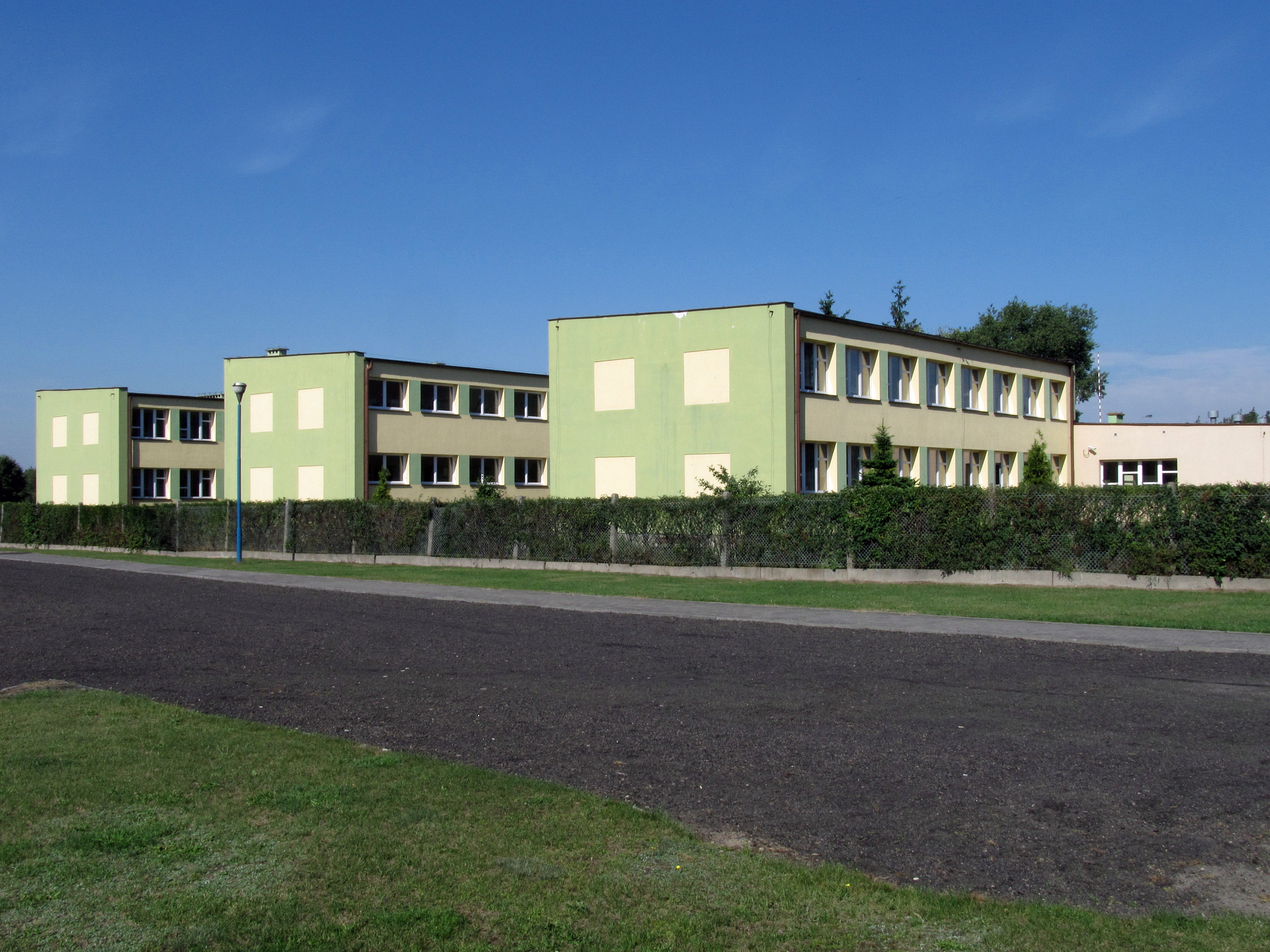
Zespół Szkół Publicznych w Czarnej Wodzie

Położone jest na skraju Borów Tucholskich było ośrodkiem przemysłu drzewnego, od końca XIX wieku istniał tam tartak. Atrakcyjne położenie nad rzeką, a jednocześnie przy szlaku drogowo-kolejowym Berlin-Królewiec spowodowało, że w Czarnej Wodzie w latach 50. XX wieku zlokalizowano fabrykę płyt pilśniowych.

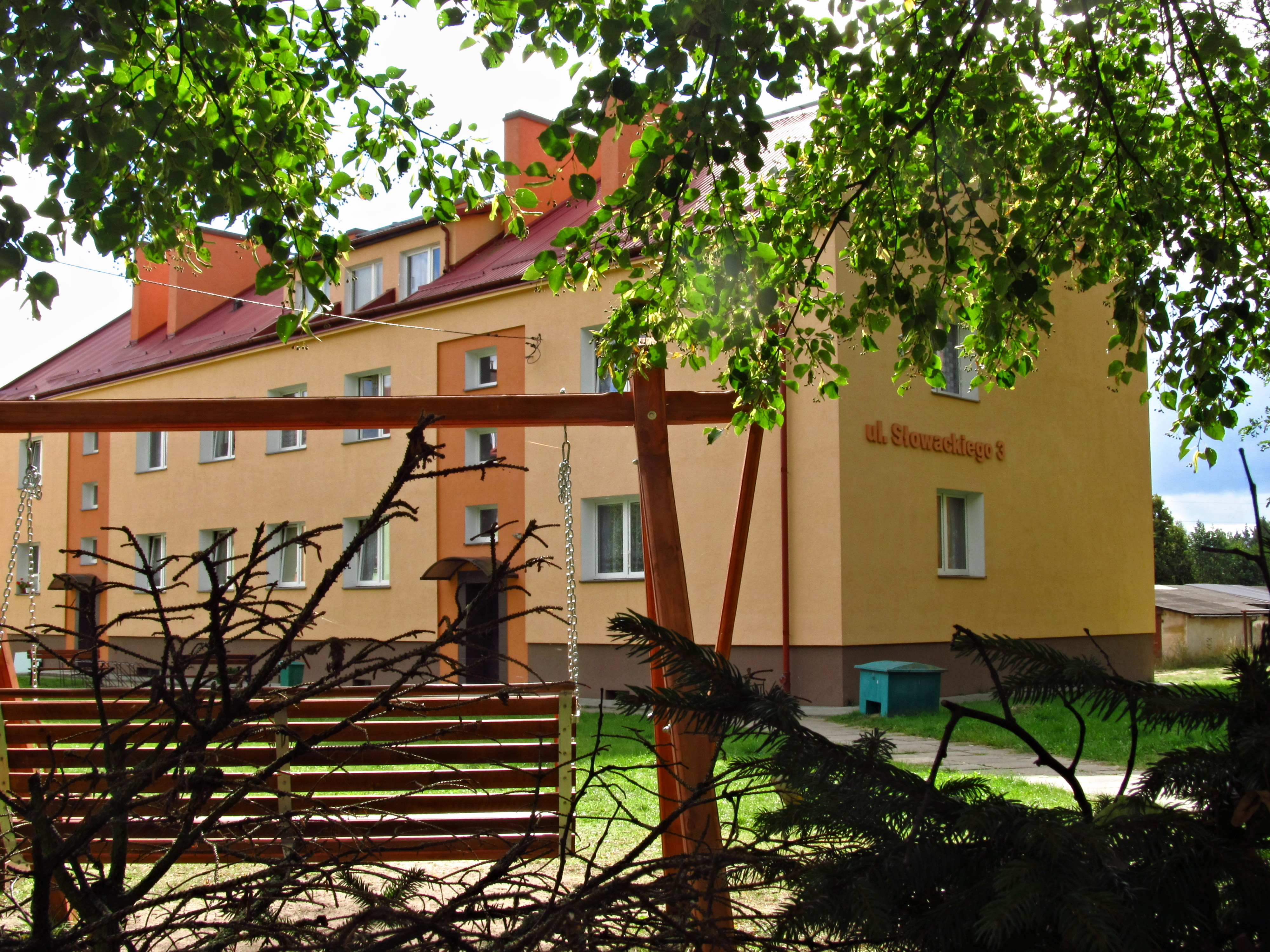
Osiedle mieszkaniowe przy ulicy Słowackiego

W latach 1919–1939 Czarna Woda należała do województwa pomorskiego. W latach 1945–1950 wieś administracyjnie należała do woj. gdańskiego (dużego). W latach 1993–1998 miasto administracyjnie należało do woj. gdańskiego (małego).
W 1958 do Czarnej Wody przyłączono część Łęga i Starych Prus.
Czarna Woda posiada prawa miejskie od 1 stycznia 1993 roku. Uzyskała je za sprawą odłączenia się od gminy wiejskiej Kaliska (jako sołectwo należała do niej równe 20 lat, po reformie znoszącej gromady na rzecz gmin w 1973 r.) i utworzenia gminy miejskiej. Obecnie jest najmłodszym miastem Kociewia; niecałe dwa lata wcześniej (2 kwietnia 1991 r.) w ten sam sposób powstała gmina miejska Krynica Morska (dawniej sołectwo gminy wiejskiej Sztutowo).
30 grudnia 1994 r. z gminy Kaliska zostały wyłączone następne dwa sołectwa: Huta Kalna oraz Lubiki, które przeszły do miasta Czarna Woda, stając się częściami miasta.
1 stycznia 2014 Czarna Woda zmieniła rodzaj gminy z miejskiej na miejsko-wiejski. W praktyce oznaczało to wyłączenie poza administrację miasta obszarów sołectw Huta Kalna i Lubiki. Z wyłączonych terenów powstał obszar wiejski gminy miejsko-wiejskiej Czarna Woda. 1 stycznia 2014 odebrany został też status miasta gminie miejskiej Czarna Woda z równoczesnym (tego samego dnia) nadaniem statusu miasta miejscowości Czarna Woda. Był to dwuetapowy zabieg administracyjny związany ze zmianą rodzaju gminy z miejskiej na miejsko-wiejską (z identyczną sytuacją spotkała się w 2008 roku Szczawnica, kiedy to przekształcono gminę miejską Szczawnica w miejsko-wiejską gminę Szczawnica. Zmiana statusu gminy podyktowana była wieloma warunkami. W części "wiejskiej" jednostki dominują funkcje rolnicze oraz usługi związane z obsługą rolnictwa i turystyki. Brak tam kanalizacji sanitarnej; jest tam też samodzielny wodociąg niezależny od miejskiej sieci wodociągowej. Tereny "miejskie" i "wiejskie" różnią się znacznie pod względem stopnia urbanizacji i rodzaju zabudowy. Wydzielenie części wiejskiej z miasta Czarna Woda umożliwi jej mieszkańcom korzystanie ze środków Unii Europejskiej przeznaczonych dla obszarów wiejskich oraz pozwoli na utworzenie gospodarstw agroturystycznych (m.in. dostęp do kredytów z tym związanych). Przy frekwencji 0,65% (miasto Czarna Woda), 18,39% (sołectwo Huta Kalna) i 14,21% (sołectwo Lubiki) za zmianą statusu gminy z miejskiej na miejsko-wiejski opowiedziało się 100% głosujących we wszystkich jednostkach.
Odebranie tej gminie statusu miasta i nadanie go miejscowości wiejskiej Czarna Woda, co spowodowało zmniejszenie powierzchni miasta ogółem o 1779 ha (o powierzchnię obszaru wiejskiego wydzielonego w tej gminie). Obecnie (1 stycznia 2015) powierzchnia miasta wynosi 994 ha a ludność 2865 osób.

## Przynależność administracyjna
- do 31 VII 1934: gmina jednostkowa Czarna Woda[11]
- 1 VIII 1934 – 31 XII 1947: gromada w gminie Piece[12]
- 1 I 1948 – 4 X 1954: gromada w gminie Kaliska[13]
- 5 X 1954 – 31 XII 1957: wieś w gromadzie Czarna Woda[14]
- 1 I 1958 – 31 XII 1972: osiedle Czarna Woda[15]
- 1 I 1973 – 31 XII 1992: wieś w gminie Kaliska[16]
- 1 I 1993 – 31 XII 2013: miasto (gmina miejska) Czarna Woda[17]
- od 1 I 2014: miasto w gminie miejsko-wiejskiej Czarna Woda[18]

## Położenie
Czarna Woda leży w południowej części województwa pomorskiego, na zachodnim krańcu powiatu starogardzkiego. Około 2 km na południowy zachód leży wieś Łąg.
Według danych z 1 stycznia 2014 r. powierzchnia miasta wynosiła 9,94 km². Miasto obejmowało 35,8% powierzchni gminy Czarna Woda.
Miasto jest położone w centralnej części mezoregionu Bory Tucholskie. Znajduje się nad rzeką Wdą. Przy północno-zachodniej części miasta do Wdy uchodzi rzeka Niechwaszcz.
Według danych z roku 2002 Czarna Woda miała obszar 27,75 km², w tym: użytki rolne: 33%, przewaga gruntów o klasie bonitacyjnej VI, użytki leśne: 54%

## Demografia
31 grudnia 2014 r. miasto miało 2865 mieszkańców.
Dane z 31 grudnia 2014:
| Opis                              | Ogółem | Ogółem | Kobiety | Kobiety | Mężczyźni | Mężczyźni |
| --------------------------------- | ------ | ------ | ------- | ------- | --------- | --------- |
| Jednostka                         | osób   | %      | osób    | %       | osób      | %         |
| Populacja                         | 2865   | 100    | 1470    | 51,3    | 1395      | 48,7      |
| Gęstość zaludnienia [mieszk./km²] | 288,2  | 288,2  | 147,9   | 147,9   | 140,3     | 140,3     |

## Szlaki turystyczne

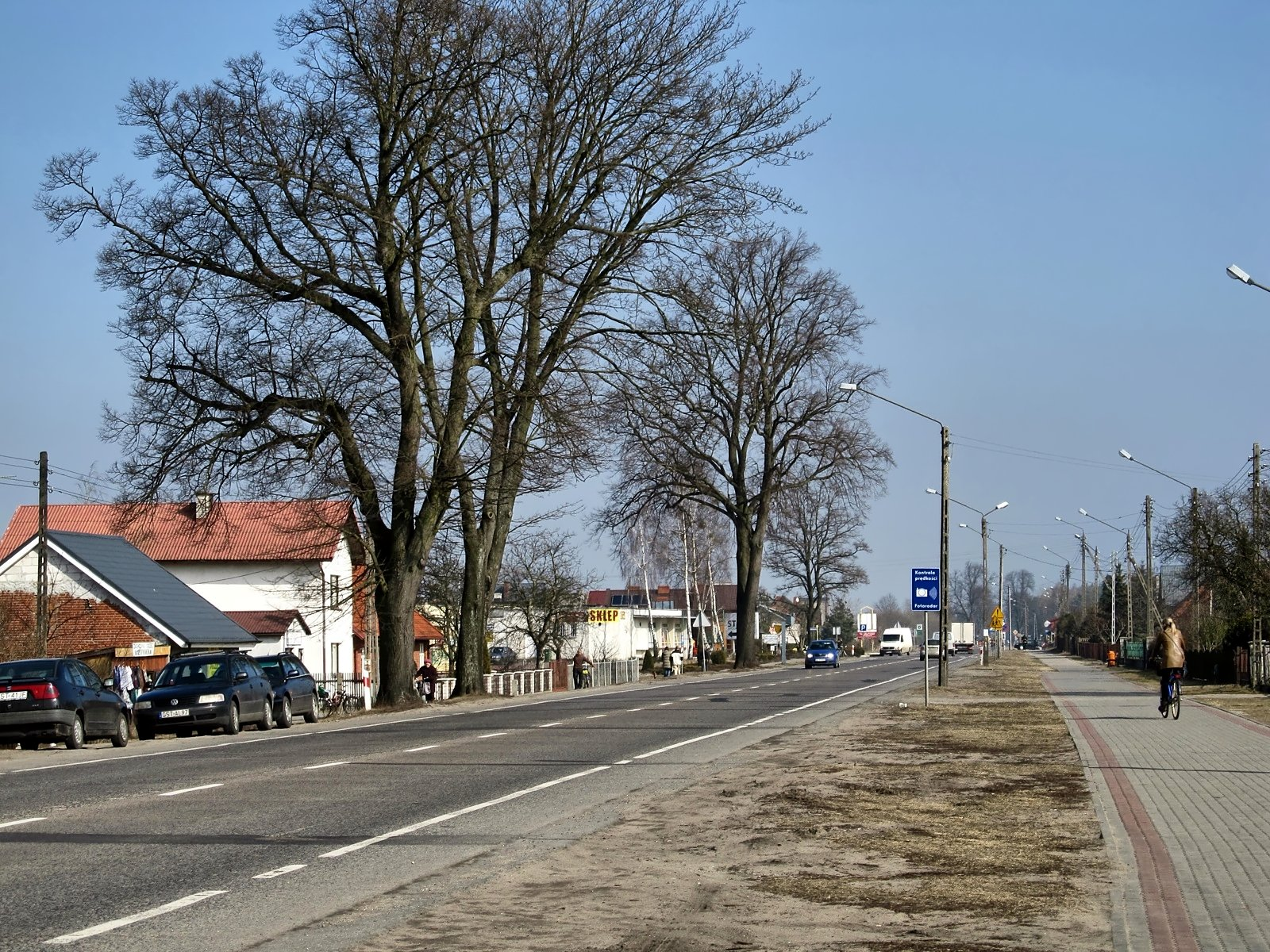
Czarna Woda – ulica Starogardzka, Droga krajowa 22 ("berlinka")

Przez miasto Czarna Woda przebiegają następujące szlaki turystyczne:
- Szlak Kociewski (5,2 km), trasa szlaku przebiega z Tczewa do Czarnej Wody, a na terenie gminy Kaliska, biegnie przez Młyńsk, Czarne i Czubek[24]
- Szlak Kręgów Kamiennych (5,5 km), trasa szlaku prowadzi z Sierakowic przez Odry, teren Kręgów Kamiennych do Czarnej Wody, a końcowy jej fragment biegnie zachodnią granicą gminy Kaliska przez Klonowice, przecinając w tym miejscu rzekę Wdę i dalej przy osadzie Kocia Góra[25]
- Szlak Kultur Megalitycznych (27 km), trasa szlaku i miejsca, które warto zobaczyć: Czarna Woda, Leśna Huta, Wojtal, Odry, Kamienne kręgi, Czarna Woda (lub Bąk).
- Szlak Arboretum (26 km), trasa szlaku i miejsca, które warto zobaczyć: Czarna Woda, Zimne Zdroje (punkt widokowy na rzekę Wdę), Lubiki, Huta Kalna, Młyńsk, Mały Bukowiec, Twardy Dół (Jezioro Niedackie), Arboretum Wirty i Ogród Dendrologiczny[26]

### Kociewskie trasy rowerowe
- Trasa Starogardzka (46,5 km), Trasa: Czersk – Będźmierowice – Łąg – Czarna Woda – Leśna Huta – Bartel Wielki – Kaliska – Cieciorka – Cis – Zblewo – Pinczyn – Semlin – Starogard Gdański[27]